# Glockner
Glockner is een Oostenrijks historisch merk van motorfietsen.
Het bedrijf was gevestigd in Biberwier en beperkte zich tot de productie van lichte motorfietsjes en bromfietsen met 50cc-HMW-tweetakt-inbouwmotoren. Desondanks bestond het tamelijk lang: de productie begon in 1953 en eindigde pas aan het einde van de jaren zeventig.